# Barsine
Barsine, in greco antico: Βαρσίνη?, Barsíne (363 a.C. ? – 309 a.C.), è stata una nobile persiana, figlia maggiore di Artabazo, satrapo di Frigia.

## Biografia
Trascorse la sua infanzia col fratello Farnabazo, educata da precettori persiani e greci. Nel 355 a.C., per suggellare un'alleanza con mercenari greci, Artabazo diede in sposa Barsine a Mentore di Rodi, uno dei più importanti generali dell'epoca. Forte di questa nuova alleanza, Artabazo si ribellò al nuovo re persiano Artaserse III, ma venne sconfitto. Al seguito della disfatta per mano dell'armata persiana, Artabazo ripiegò in Macedonia con la sua famiglia, sotto la protezione di Filippo II. Rimasero a Pella, alla corte del re fino al 343 a.C.
Il ritorno della famiglia di Barsine in patria fu favorito dall'aiuto che Mentore portò al re persiano Artaserse III. Questi perdonò ad Artabazo la sua precedente rivolta contro le sue armate.
Riunita a suo marito, Barsine ne ebbe una figlia. Mentore morì in battaglia poco dopo la loro riunione, nel 340 a.C.
Poco dopo Barsine si risposò col fratello di Mentore, Memnone di Rodi. La coppia si spostò nei domini in Troade che Memnone aveva ereditato dal fratello.
Nel 334 a.C. le armate macedoni invasero la Persia, capeggiate da Alessandro.
Dopo la Battaglia del Granico, per assicurarsi la fedeltà di Memnone (nominato "comandante supremo dell'Ovest"), Dario III fece venire Barsine e i figli di Memnone alla sua corte.
Sia Memnone sia Farnabazo ottennero grandi successi contro gli invasori macedoni, prendendo il controllo navale dell'Egeo e minacciando di tagliarne i rifornimenti. Memnone morì nell'agosto del 333 a.C., durante l'assedio di Mitilene.
Dopo la vittoria a Isso di Alessandro Magno e la presa di Damasco da parte di Parmenione (333 a.C.), Barsine entrò nel seguito del condottiero macedone.
Il temperamento mite di Barsine, così come le grandi affinità culturali, conquistarono Alessandro - ci dice Plutarco - e ben presto ella ne diventò la concubina. La loro relazione durò anni e vide la nascita del primo figlio del re macedone, Eracle di Macedonia (327 a.C.).
Poco dopo la nascita di Eracle, Alessandro sposò Rossane, bellissima donna persiana. Di conseguenza, Barsine si allontanò dalla corte di Alessandro e andò a vivere con suo figlio a Pergamo.
Nel 324 a.C., nel corso delle cerimonie delle nozze collettive celebratesi a Susa,  fece sposare la figlia avuta da Mentore con un ammiraglio di Alessandro, Nearco.
Nel periodo confuso che seguì la morte di Alessandro (323 a.C.), Poliperconte, uno dei Diadochi, tentò di portare sul trono Eracle di Macedonia. Cassandro si oppose all'impresa e convinse Poliperconte a far uccidere Eracle e Barsine. Così morì Barsine, il cui cadavere venne occultato nella terra, senza che fosse eretta una pira.
Lo storico greco Plutarco, nella sua Vita di Alessandro, la ricorda come una donna di grande bellezza e di alto lignaggio, nonché come la prima donna con cui Alessandro Magno ebbe un rapporto sessuale.